# Спартак (стадион, Тамбов)
«Спартак» — футбольный стадион в городе Тамбов. Домашний стадион клуба «Спартак» (Тамбов), созданного в 2022 году. Ранее на арене играли ФК «Спартак» (Тамбов), основанный в 1960 году, и ФК «Тамбов».

## Местоположение
В 1945—1946 годах архитектор В. Г. Самородов разработал проект стадиона «Спартак», который возвели из дерева с использованием элементов стиля классицизма. Главный вход в него, как и сегодня, был с улицы Советской, а запасной — у административного здания, построенного в 1957 году. С северной стороны стадион ограничивался речкой Студенец, напротив которого располагались главные трибуны.

## История
Первый стадион в центре города Тамбова был устроен еще до войны — на пустыре между зданиями бывших присутственных мест и народного дома (ныне концертный зал). В конце 1940-х годов его было решено перенести, используя пойму речки Студенец между улицами Советской и К. Маркса, а на прежнем месте построить Дом политпросвещения и жилое здание.
Стадион «Спартак» был построен в конце 40 — начале 50-х. гг. В книге «Тамбовская область. Хроника событий 1937—2012 гг.», изданной в 2012 г. архивом социально-политической истории, говорится, что уже в январе 1952-го на стадионе проходило соревнование конькобежцев Тамбовской, Рязанской и Воронежской областей. Согласно веяниям времени, на его территории стояли скульптуры, в том числе Ленина и Сталина.
С конца 70-х до начала 90-х годов «Спартак» назывался «Ревтруд». Именно силами предприятия «Ревтруд» была реконструирована южная трибуна и сооружен навес над ней. Северная трибуна в нынешнем её виде существует с середины восьмидесятых. В 2002 году центральный сектор южной трибуны оборудовали пластиковыми сиденьями. Позже эту работу продолжили, и в 2004 году все сиденья на стадионе стали пластиковыми. Кроме того, на «Спартаке» привели в порядок беговую дорожку.
В 2017 году началась очередная реконструкция, которая успешно продолжалась весь 2018 год и руководство клуба планировало завершить все работы в сентябре 2019 года, однако завершение работ так и не было завершено.

## Реконструкция 2017—2020
К основательным работам по реконструкции стадиона «Спартак» приступили в 2017 году. Необходимость обновления стадиона была вызвана тем, что футбольная команда «Тамбов» вышла в ФНЛ (сезон 2016—2017 гг.) и чтобы проводить на своем поле домашние матчи, его необходимо было привести в соответствие с новым статусом команды, а именно установить необходимое освещение и привести в порядок футбольное поле. Существующий газон не имел ни дренажной системы, ни подогрева и был кочковатым. Прогрессирующие результаты ФК «Тамбов» дали возможность клубу выход в РФПЛ через стыковые матчи с четвертого места по окончании сезона 2017—2018 гг., но обе встречи команда проиграла клубу РФПЛ — ФК «Амкар», однако перед началом сезона 2018—2019 гг. ФК «Амкар» объявил о банкротстве и место в РПЛ (переименовано с 2018 г.) было занято ФК «Анжи» (в соответствии с Регламентом РПЛ). Предполагалось, что в случае выхода клуба в РПЛ в 2018 году, команда проводила бы матчи на реконструированном стадионе «Металлург», г. Липецк.
По окончании сезона 2018/19 гг. 25 мая 2019 г., ФК «Тамбов» стал чемпионом ФНЛ и вышел в Премьер-лигу. Однако, в связи с изменениями в Регламенте РПЛ в сезоне 2019—2020 гг., клубы, не получившие лицензию на «домашний» стадион, вынуждены были выбирать для проведения «домашних» матчей арену из построенных к ЧМ-18, согласно программы «Наследие ЧМ-18».
По изначальным планам (проектной инициативе, предложенной в 2017 году), в соответствии с проектом, реконструкция предполагалась в четыре этапа.
По состоянию на август 2018 года было выполнено 2 этапа из 4-х, а именно: 1- этап стоимостью 32,3 млн руб: установлены четыре мачты освещения (обеспечена вторая категория надежности и минимальный уровень освещенности футбольного поля 1200 Люкс в рабочем режиме), во втором этапе стоимостью 29,1 млн руб.: реконструировано поле, а именно: установлен обогрев, система автополива и дренажа, уложен новый газон, зона разминки с искусственным покрытием, а также обновлена инфраструктура: ворота, ограждение для улавливания мячей, скамейки с навесом для запасных игроков, арбитров и медперсонала. Кроме того, за 8,7 млн руб. поставили технику для обслуживания футбольного поля, еще 2,9 млн руб. потребовало благоустройство территории.
В соответствии с регламентом РПЛ стадион в своем состоянии в начале 2019 года (даже после проведения 2-х этапов работ) не имел возможности получения лицензии РФС на проведение матчей Российской премьер-лиги, а именно была необходима установка системы контроля доступа (СКУД) и увеличение его вместимости минимум до 6 тысяч посадочных мест (06.06.2019 года, на заседании руководством РПЛ были внесены поправки в регламент, вместимость стадионов может варьироваться от 6 до 7 тысяч).
Ввиду того, что клуб за несколько туров до окончания сезона в 2019 г. обеспечил себе выход в РПЛ, губернатор города Александр Никитин предложил вариант с увеличением трибун стадиона до 15 тысяч мест и приблизить их к футбольному газону Позже появилась информация о необходимости строительства нового стадиона в северной части города, где участок под новый спорт объект уже выделили.
Закончив сезон 2019—2020 гг. на 14-м месте, ФК «Тамбов» сохранил прописку в РПЛ, но вопрос по реконструкции стадиона так и остался открытым. В 2020 году срок реконструкции также неоднократно переносился. Проектная документация так и не была одобрена государственной экспертизой, по причине не возможности соответствия требованиям РПЛ в плане организации безопасности, выделения необходимого количества парковочных мест. Вдобавок, по результатам сезона 2020—2021 гг., ФК «Тамбов» занял последнее 16-е место и спустя пару месяцев клуб объявил о прекращении своего существования. Финансирование клуба было прекращено. Реконструкцию стадиона также заморозили.